# Bergen op Zoom ostroma (1747)
Bergen op Zoom ostromára az osztrák örökösödési háború idején került sor, mikor egy francia seregtest Löwendal altábornagy vezetésével megtámadta a Brabant és Zeeland határán lévő erődöt 1747-ben. Az erődöt holland, osztrák, brit, hannoveri és hesseni csapatok védték, olyan államokéi, melyek támogatták a Pragmatica sanctiót. Hét évnyi brutális háborúskodást követően mindkét hadviselő fél kifáradt és bár voltak békekezdeményezések, egyik fél sem volt még hajlandó jelentős engedményeket tenni. Bergen op Zoom bevétele jelentős csapást mért volna a hollandokra és megnyitotta volna az utat a francia hadsereg számára Hollandia elfoglalására. Az ostrom az európai közvélemény figyelmének középpontjában volt és a korabeli újságok számos híradásban tudósítottak róla. A szövetségesek biztosak voltak abban, hogy az erőd ellen tud állni a franciáknak, a franciák pedig eltökélték, hogy elfoglalják.

## Előzmények
A lauffeldi csatában aratott győzelme után Szász Móric marsall egy 30 000 fős haderőt küldött Bergen op Zoom bevételére a várostromok mesterének számító Löwendal vezetésével. Móric úgy számolt, hogy a számbeli hátrányban lévő ellenfelei nem tudnak majd egyszerre két várost is védeni. Mivel meg kellett védeniük Maastrichtet Móric seregétől, így sem Cumberland herceg brit serege, sem Batthyány osztrák serege nem tudott Bergen op Zoom védelmére sietni. A hollandok számára ez azt bizonyította, hogy a szövetségeseik nem hajlandóak támogatni őket, miközben brit szövetségeseik úgy érezték, hogy a hollandok követelései abszurdak, főleg úgy hogy formálisan még csak hadat sem üzentek ebben a háborúban a franciáknak.
Bergen op Zoom ekkoriban egy 5000 lakosú erődváros volt 3000 fős helyőrséggel, melynek parancsnoka a 86 éves, de életerős Isaac Cronström főkormányzó, gyalogsági tábornok volt. Az erőd sáncainak kerülete három mérföld volt tíz bástyával, melyeket öt fecskefarkszerűen kiképzett erődfal fedezett. A térközökben huszonegy ravelin (háromszög alakú kiugró sánc) volt, melyeket kőfalú lunetták (félhold alakú sáncok) fedeztek.
A környező táj nagy része mocsárvidék volt. Ehhez járult még egy katonai tábor Rosendaalnál Bergen op Zoomtól keletre), melyet három erőd (Moermont, Pinsen és Rovers) védett és melyeket árkok kötöttek össze a város északkeleti felével. A táborban 20 zászlóalj gyalogság és 14 lovasszázad állt Hildburghausen herceg parancsnoksága alatt és ezekkel az erőkkel erősíthették vagy felmenthették a helyőrséget.
Ezen védvonalak miatt és a valamivel kevesebb nyugatra lévő védvonal miatt Bergen op Zoomot nem lehetett teljesen körülzárni. Ráadásul az alacsonyan fekvő terep nagy részét a hollandok számos zsilip és csatorna megnyitásával elárasztották, így a franciák támadási iránya korlátozott volt. Az erőd a neves holland mérnök, Menno van Coehoorn legjelentősebb munkája volt. Bevehetetlennek hitték és a legerősebb erődítménynek tartották Észak-Brabantban. Bergen op Zoom két korábbi ostromnak ellenállt már, előbb 1588-ban, majd 1622-ben. El lehetett látni munícióval a hajózható csatornákon keresztül, mely hajóútvonalak mindegyikét külön erőd védte.
Bergen op Zoom jól ellátott erős helyőrséggel rendelkezett, így a francia ostrom nem okozott azonnali riadalmat Hollandiában. Az erődnek volt kijárata a tengerre és a holland haditengerészet el tudta látni utánpótlással a várost anélkül, hogy a franciák különösebben zavarni tudták volna őket ebben. Mivel ők voltak az ostromló fél és a környező terület nagy részét is ők uralták, a franciák is jól el voltak látva, viszont a szövetségeseknek volt egy seregük a közelben Waldeck herceg parancsnoksága alatt, mely állandó veszélyt jelentett a francia utánpótlási vonalak számára.

## Az ostrom

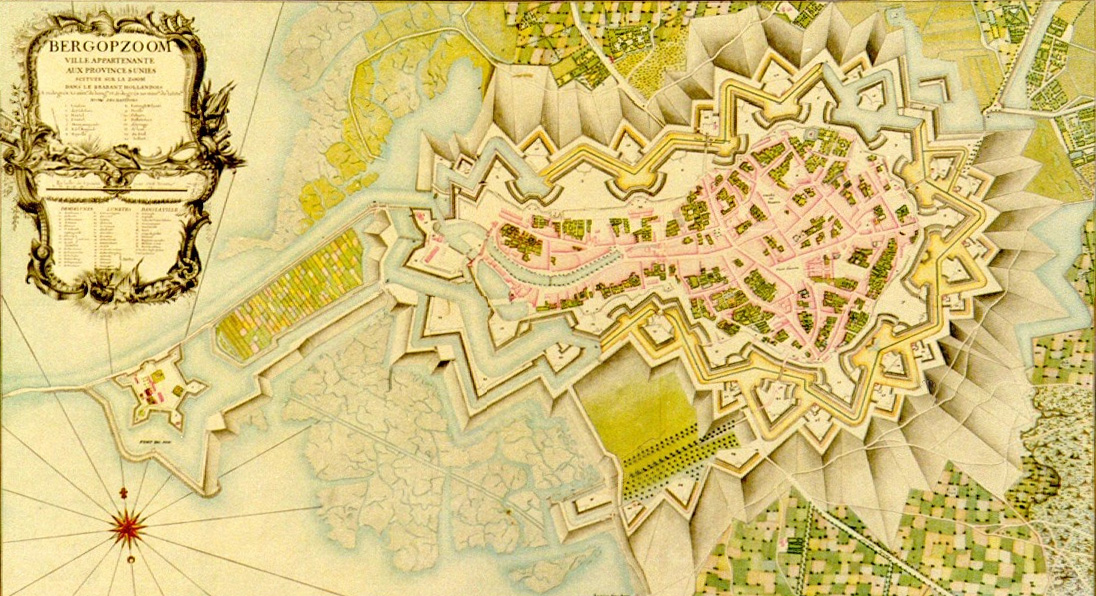
Bergen op Zoom 1747-ben

A különböző bástyák, ravelinek és lünetták mind külön nevet viseltek és több mint 230 ágyúval és mozsárágyúval rendelkeztek az ostrom idején. A franciák erőfeszítéseiket leginkább a Coehoorn és Pucelle bástyák ellen koncentrálták.
A Coehoorn bástyát jobbról az Antwerpen, balról a Diden ravelin fedezte. A bástya és az Antwerpen ravelin között a Holland lünetta, míg a bástya és a Diden ravelin között a Zeeland lünetta helyezkedett el. A Didentól balra állt az Utrecht lünetta, attól balra a Pucelle bástya. A Coehoorn és Pucelle bástyák közötti területre azért esett a franciák választása, mert a talaj itt szárazabb volt és mert ez volt az egyetlen olyan része az erődnek, melyet nem fedezett közvetlenül egyéb árok mint ahogy az erőd északnyugati és délkeleti részeit. Ezen a részen zajlanak majd az ostrom leghevesebb harcai.

## Az ostromárkok kiásása
A franciák július 14-én fogtak hozzá az ostromárkok kiásásnak 2400 munkás, 10 század gránátos és 5 zászlóaljnyi gyalogság munkára fogásával. Löwendal a seregéből 12 000 főt osztott be összesen erre a feladatra, míg a fennmaradó 18 000 katona a munkálatokat felügyelte. Az első párhuzamos árkot az első éjjel ásták 400 lépéssel az erődítésektől. Július 17-én ásták ki a másodikat és a harmadikat, és 22-ére virradó éjjel fejezték be. A francia tüzérség július 20-án nyitott tüzet először a védelmi állásokra. Az első, a falakkal párhuzamosan futó árkok befejezése után hozzáláttak a futóárkok kiemelésének és egyre közelebb kerültek az erődítményhez. A negyedik párhuzamos árkot július 26. és 28. között, majd egy ötödiket szeptember 8-án fejeztek be.
Több gyalogsági rohamot intéztek az erődítmény külső részei ellen, de a védelem szilárdan tartotta magát. A franciák aknákat is fúrtak a redutok, ravelinek és lünetták alá, hogy aztán a levegőbe repítsék őket. A hollandok ellenárkokat ástak ezek semlegesítésére. Július 25-én a 64. (skót) gyalogezred (Loudon’s Highlander) a Rover erődből kitörve megsemmisítette az egyik nagyobb francia üteget. Az ostrom ideje alatt újabb brit csapatok, műszaki egységek, tüzérség és néhány osztrák árkász csatlakozott a védőkhöz.

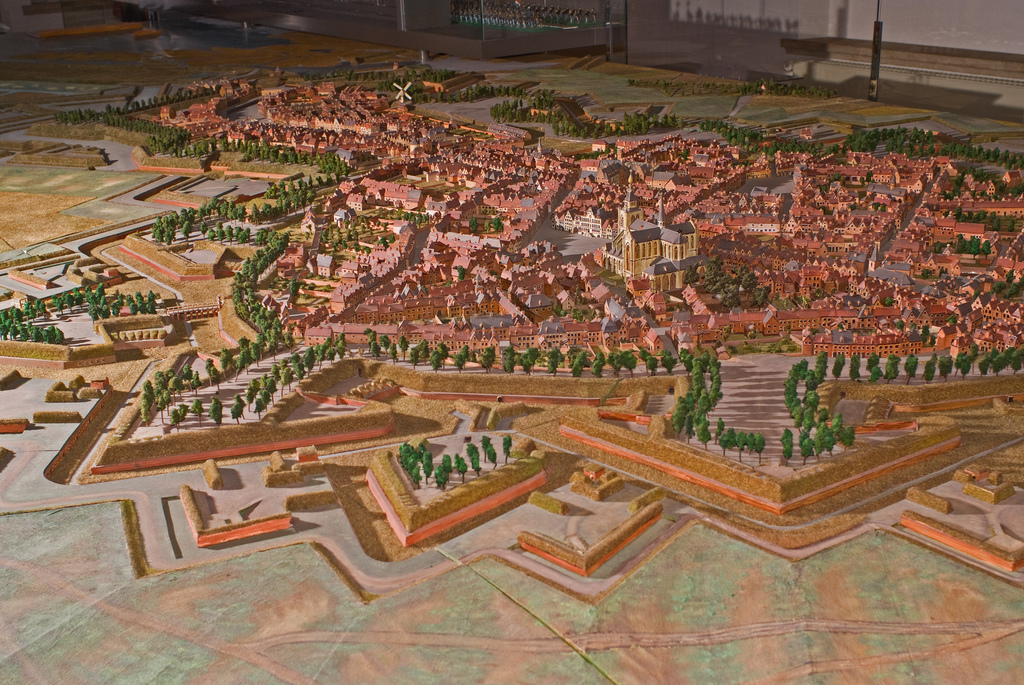
Bergen op Zoom 1747-es erődrendszerének modellje

Egy hónapnyi harc után a franciák a burkolattal rendelkező út mentén szállásolták el magukat. Szerencsétlenségükre a hollandoknak még volt pár lünettájuk a körzetben, melyekből tűz alá vették a franciák kezén lévő útszakaszt. A Zeeland lünettát egy hesseni zászlóalj tartotta. Aknák segítségével, gyalogsági rohamokkal és folyamatos lövetéssel a franciák elűzték ezekből a lünettákból a védőket. A Coehoorn és Pucelle bástyák közt felrobbantott 75 aknából 43-at a hollandok és 32-t a franciák robbantottak, mely jól mutatja az út menti harcok hevességét. Két hónapi intenzív harcok után a franciák már lövetni tudták az erőd fő falait. Szász Móric 12 000 főnyi erősítést küldött a súlyos veszteségek pótlására, míg a védők az erődített táborból kaptak erősítéseket.
Augusztus 8-án az immár Schwartzenberg herceg vezette szövetséges haderő Hildburghausen hadtestével közösen egy rosszul koordinált és gyengén végrehajtott éjszakai támadást intézett az ostrom feltörése érdekében. A támadást a franciák nagy nehézségek árán visszaverték, de Schwartzenberg folytatta a francia utánpótlási vonalak zaklatását és augusztus 14-én elfogott egy utánpótlást szállító oszlopot.

## A döntő roham
Löwendal sürgette a közelgő ősz, ezért minél hamarabb be akarta venni az erődöt. Az őszi esőzések ugyanis biztosan meghiúsították volna az ostromot. Löwendal úgy vélte, hogy több olyan rést ütöttek a falakon, melyek lehetővé tették a gyalogsági roham megindítását és 1747 szeptember 18-án kora reggel meglepetésszerű támadást rendelt el. A réseket a holland parancsnokok nem tartották veszélyesnek, ezért nem rendeltek el külön intézkedéseket az érintett falszakaszok védelmének megerősítésére. A város helyőrsége ekkor kilenc zászlóalj volt.

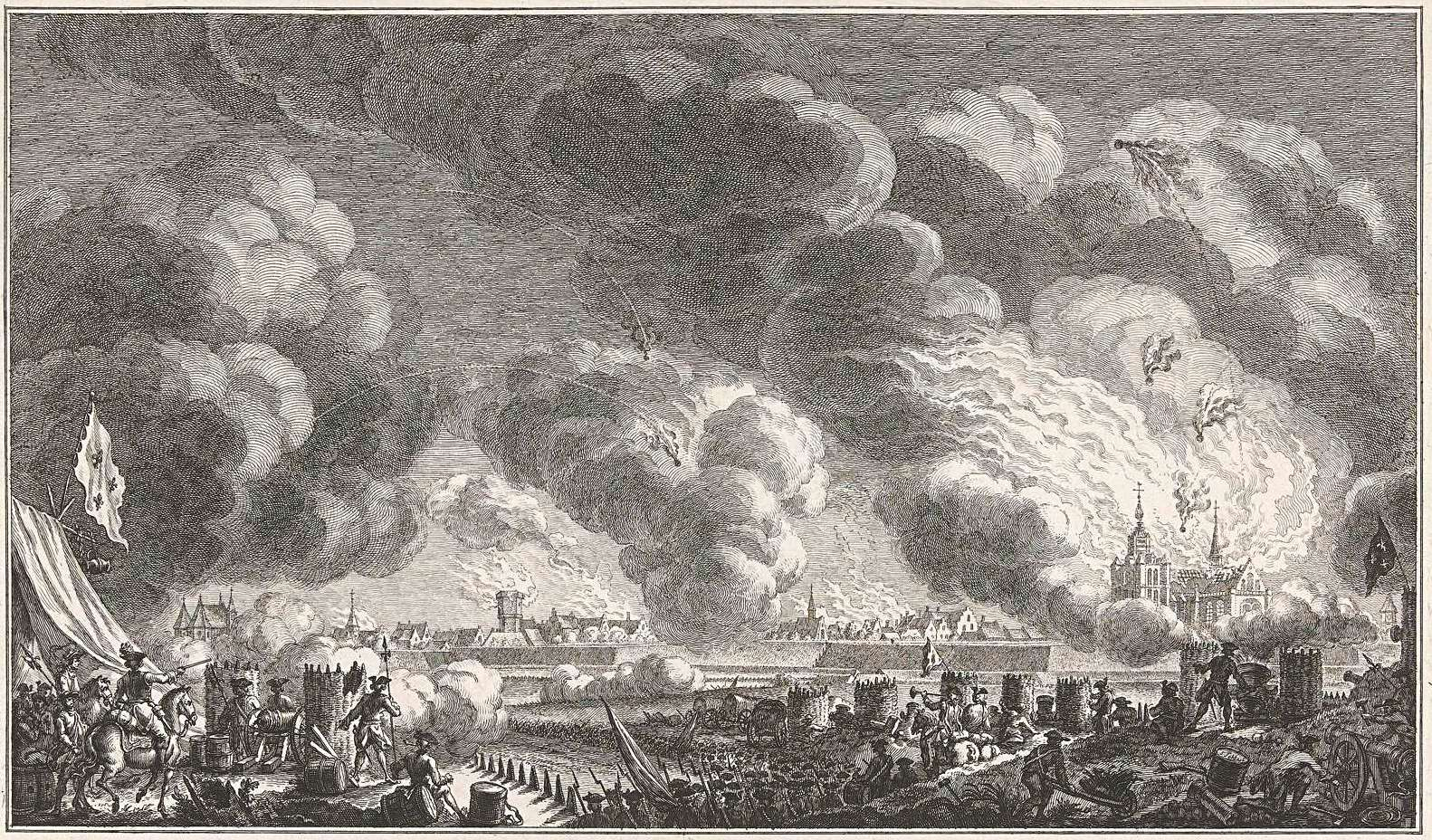
Bergen op Zoom erődjének lövetése egy 18. századi ábrázoláson

Minden egyes rés megrohanására külön menetoszlopot szerveztek, melyekhez munkásokat rendeltek, akiknek az akadályokat kellett eltávolítani. Középen 14 századnyi gyalogság és gránátos sorakozott fel, akiket a gyalogság zömének 13 zászlóalja támogatott. A franciák balszárnyán lévő Coehoorn bástya ellen 6 század gránátost és 6 zászlóaljt terveztek bevetni. A jobbszárnyon 7 századnak a d’Eu, Coincy, Chabrillant, la Trasne ezredekből és 50 lóról szállt királyi dragonyosnak kellett megtámadta a Pucelle bástyát a Normandie, Montboissier és d’Eu ezredek első zászlóaljainak támogatása mellett, akiket 3 árkász-brigád, 20 tüzér és 300 munkás követett. Ezeken az egységeken kívül a Montmorin, Royal de Vaisseaux és Beauvoises ezredek első zászlóaljait is a roham támogatására rendelték. Az Enfants Perdus (más néven Forlorn Hope) 200 önkéntesének, és két század gránátosnak egy zászlóalj támogatása mellett a Diden ravelint kellett megtámadniuk,
Hajnali 4 órakor rövid ideig a tüzérség lőtte a Diden ravelint, majd egy gránátos csapat a sáncárkokon keresztül behatolt a résekbe és utat nyitott a többi egység számára a bejutáshoz. A ravelin bejáratában rendeződtek, majd ellenállás nélkül elfoglalták a bástyafalakat.
Ezt követően a franciák elfoglalták a kapukat és karddal a kezükben indultak neki a városnak. Cronström, a helyőrség parancsnoka és a tisztjei állítólag még az ágyaikban aludtak mikor a tisztek többségét már foglyul ejtették. A brit 64. gyalogezred makacsul védekezett a város piacának területén és az állományának kétharmadát elveszítette eközben, de lehetővé tette ezzel Cronströmnek a menekülést. A hollandok és a szövetségeseik 3000 embert veszítettek a végső roham és a fosztogatások során, míg a franciák csak 479-et. A franciák zsákmánya lett a mintegy 200 erődágyú és a kikötőben álló 17 teljesen feltöltött utánpótlást szállító hajó. A város eleste után az erődítményrendszerhez tartozó Rovers, Pinsen és Moermant erődök is megadták magukat. 

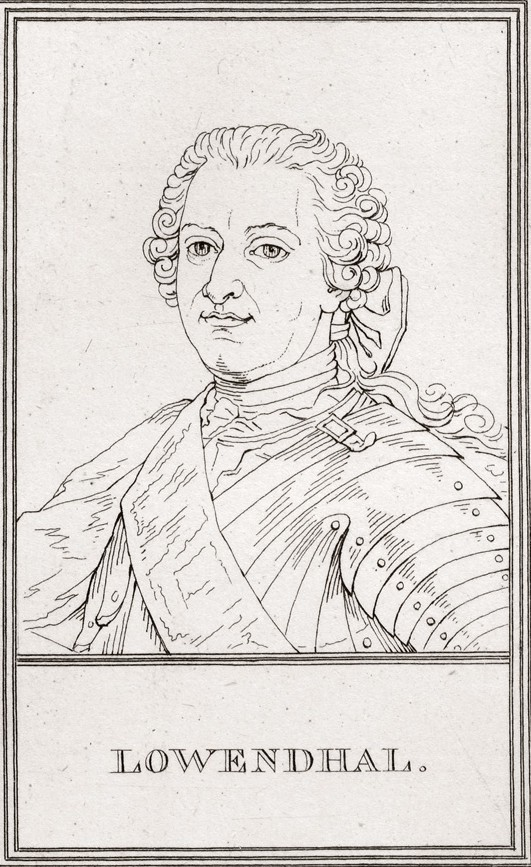
Löwendal altábornagy, az ostromló hadak parancsnoka

A sikeres ostrom után a francia katonák fegyelme teljesen felbomlott és kifosztották a várost és bár ez rövid ideig tartott, ennek több ezer civil áldozata lett, akik életüket veszítették vagy megsebesültek. Löwendal megbánást tanúsított, de az európai közvélemény felháborodását fejezte ki.
Szász Móric így írt Löwendalról XV. Lajosnak:
„Sire, il n’est pas de moyen terme, vous devez le pendre, ou le faire Maréchal de France.”
(„Sire, nincs középút, vagy felakasztatja, vagy megteszi Franciaország marsalljának.”)

## Következmények
Bergen op Zoom bevételével a franciák a Scheldét egész hosszában uralmuk alá vonták. A vereség éket vert a holland és a brit kormányzat közé. A briteknek rá kellett jönniük, hogy túl sokat követeltek katonailag a Holland Köztársaságtól és a harcokban már teljesen kimerültek. A hollandok viszont azon háborodtak fel, hogy a szövetségeseik nem voltak hajlandóak felmenteni a várost, melynek kulcsfontosságú jelentősége volt, hiszen ennek birtokában a franciák hadjáratot indíthattak Hollandia és Hannover irányába is. Löwendalt sikeréért megtették Franciaország marsalljának. A Lauffeldnél és Bergen op Zoomnál elszenvedett vereségek arra késztették a briteket, hogy újra tárgyalóasztalhoz üljenek és komolyan vegyék a folyamatban lévő bredai kongresszus tárgyalásait, mely végül az 1748-ban az aacheni békéhez vezetett.

## Fordítás
- Ez a szócikk részben vagy egészben  a   Belagerung von Bergen op Zoom (1747) című német Wikipédia-szócikk ezen változatának fordításán alapul.  Az eredeti cikk szerkesztőit annak laptörténete sorolja fel. Ez a jelzés csupán a megfogalmazás eredetét és a szerzői jogokat jelzi, nem szolgál a cikkben szereplő információk forrásmegjelöléseként.
- Ez a szócikk részben vagy egészben  a   Siege of Bergen op Zoom (1747) című angol Wikipédia-szócikk ezen változatának fordításán alapul.  Az eredeti cikk szerkesztőit annak laptörténete sorolja fel. Ez a jelzés csupán a megfogalmazás eredetét és a szerzői jogokat jelzi, nem szolgál a cikkben szereplő információk forrásmegjelöléseként.